# شوتا دوي
شوتا دوي (باليابانية: 土居 柊太) (مواليد 29 فبراير 1996) هو لاعب كرة قدم ياباني.

## وصلات خارجية
- شوتا دوي على موقع رابطة كرة القدم اليابانية للمحترفين (اليابانية)
- شوتا دوي على موقع قاعدة بيانات كرة القدم.إي يو (الإنجليزية)
- شوتا دوي على موقع Soccerway.com (الإنجليزية)
- شوتا دوي على موقع عالم كرة القدم.نت (الإنجليزية)